# Política do Japão
O Japão tem um sistema político democrático. O Estado japonês é, atualmente, uma monarquia constitucional com um regime parlamentar democrático. Todos os cidadãos adultos têm o direito ao voto e a concorrer nas eleições nacionais e locais. Há seis grandes partidos políticos. O Partido Liberal Democrata, esteve no poder quase ininterruptamente desde  1955. Com a vitória do Partido Democrático do Japão nas eleições de 2009, quebrou-se essa continuidade de mais de 50 anos.
O Japão é uma monarquia constitucional onde o poder do imperador é muito limitado. A Constituição o define como "símbolo do Estado e da unidade do povo" e ele não possui poderes relacionados ao governo. O poder, concedido por soberania popular, está concentrado principalmente na figura do primeiro-ministro do Japão e de outros membros eleitos da Dieta. O imperador age como chefe de Estado em ocasiões diplomáticas.

## O Imperador

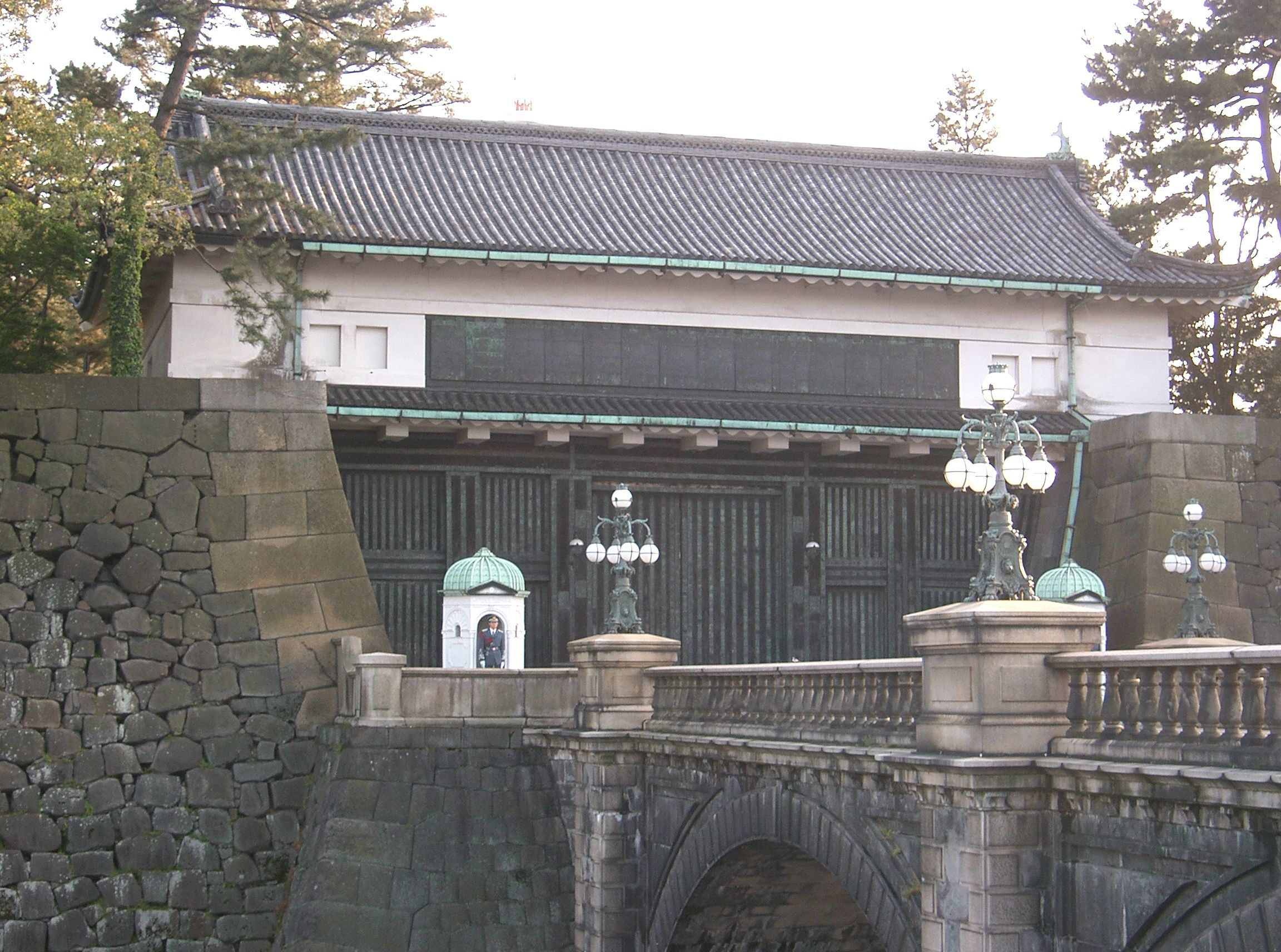
Palácio Imperial de Tóquio.

O chefe de estado do Japão é o monarca dito Tenno (天皇) ou Imperador. De acordo com a Constituição Japonesa de 1947, o Imperador é o símbolo do Estado e da unidade do povo. Ele não possui quaisquer poderes governativos, sendo as suas funções essencialmente do foro cerimonial.
A monarquia japonesa é a mais antiga monarquia ininterrupta do mundo. O atual Imperador, Naruhito, subiu ao trono em 2019. Ele e sua esposa, a Imperatriz Masako, têm apenas uma filha, a princesa Aiko, que não pode subir ao trono, pois a constituição do Japão não permite que mulheres ascendam ao mesmo, logo, será substituída por seu tio, príncipe Fumihito. O imperador e demais membros da família imperial vivem no Palácio Imperial de Tóquio.

## Poder Executivo

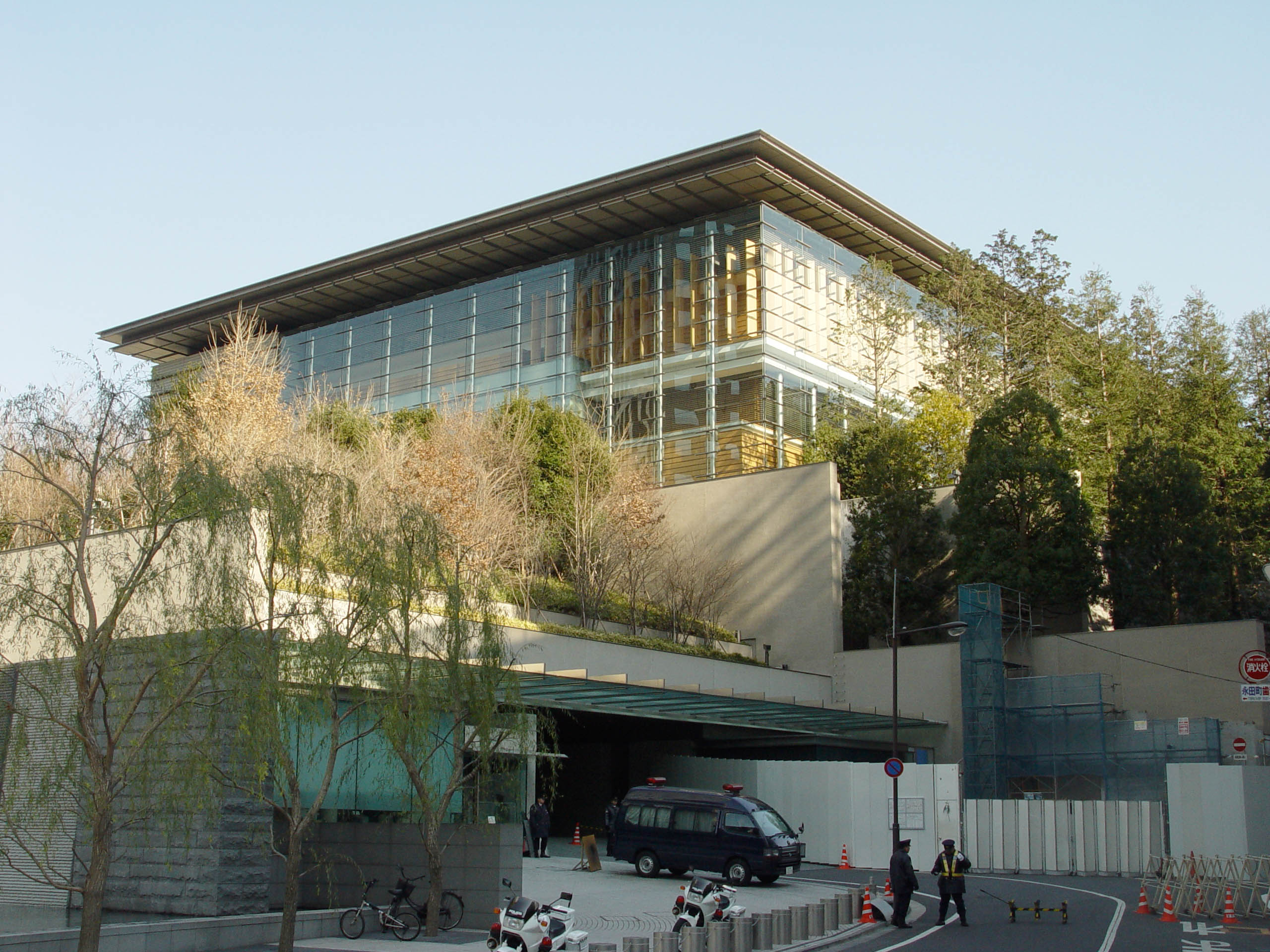
Kantei, o Escritório do Primeiro-Ministro

O  primeiro-ministro, chefe do governo japonês é escolhido pelo parlamento japonês, a Dieta. O primeiro-ministro é o líder do partido majoritário ou de um dos partidos coligados ao partido majoritário.
O primeiro-ministro nomeia o seu Gabinete, e cada ministro membro do Gabinete dirige um dos ministérios do governo. O Gabinete, presidido pelo primeiro-ministro, é responsável pelo Poder Executivo.
Após a derrota do Japão na Segunda Guerra Mundial, um dos objetivos das tropas aliadas de ocupação foi assentar as bases de um governo democrático. O passo decisivo foi a constituição de 1947, que privou o imperador do poder absoluto.

## Poder Legislativo

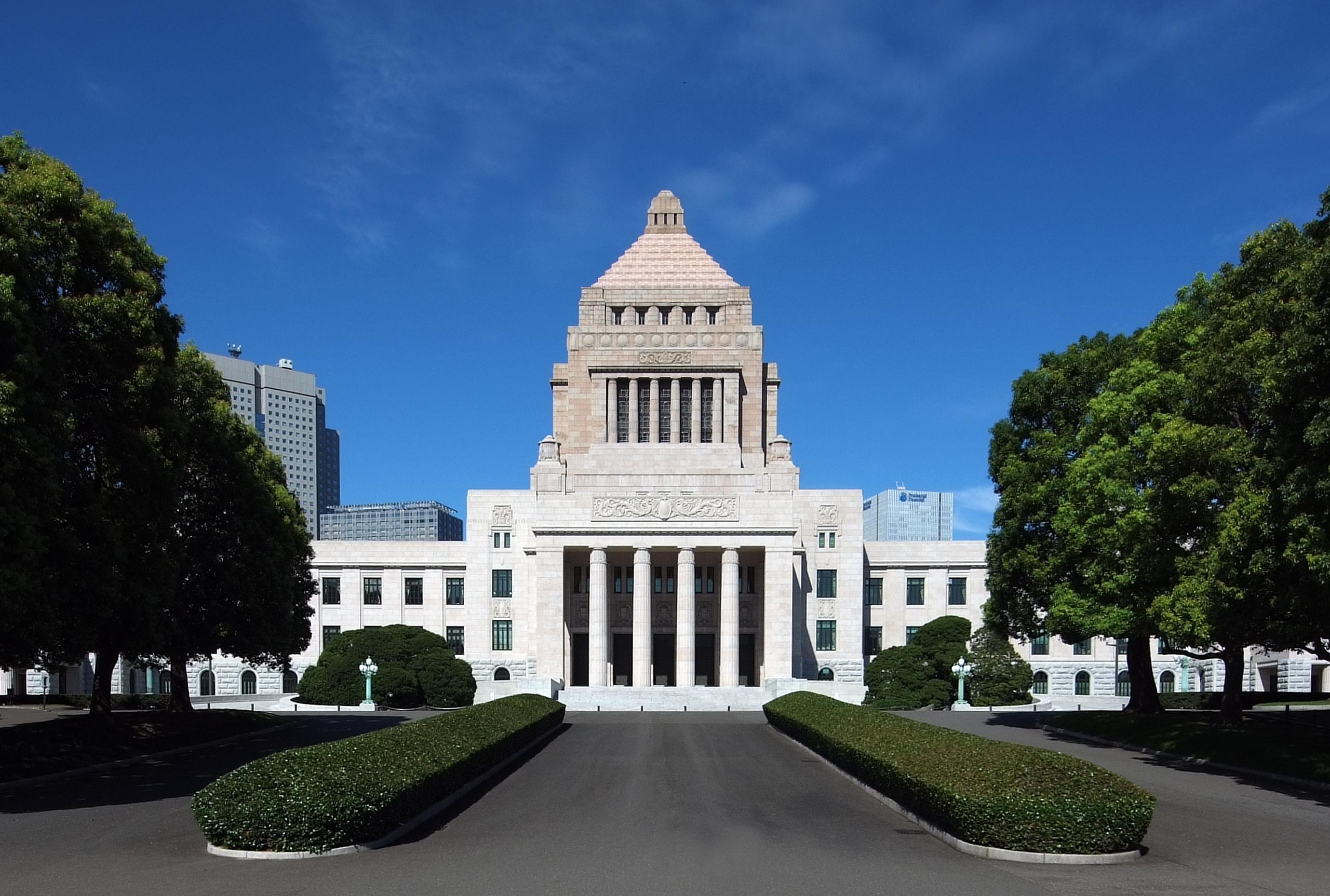
Palácio da Dieta Nacional, em Tóquio.

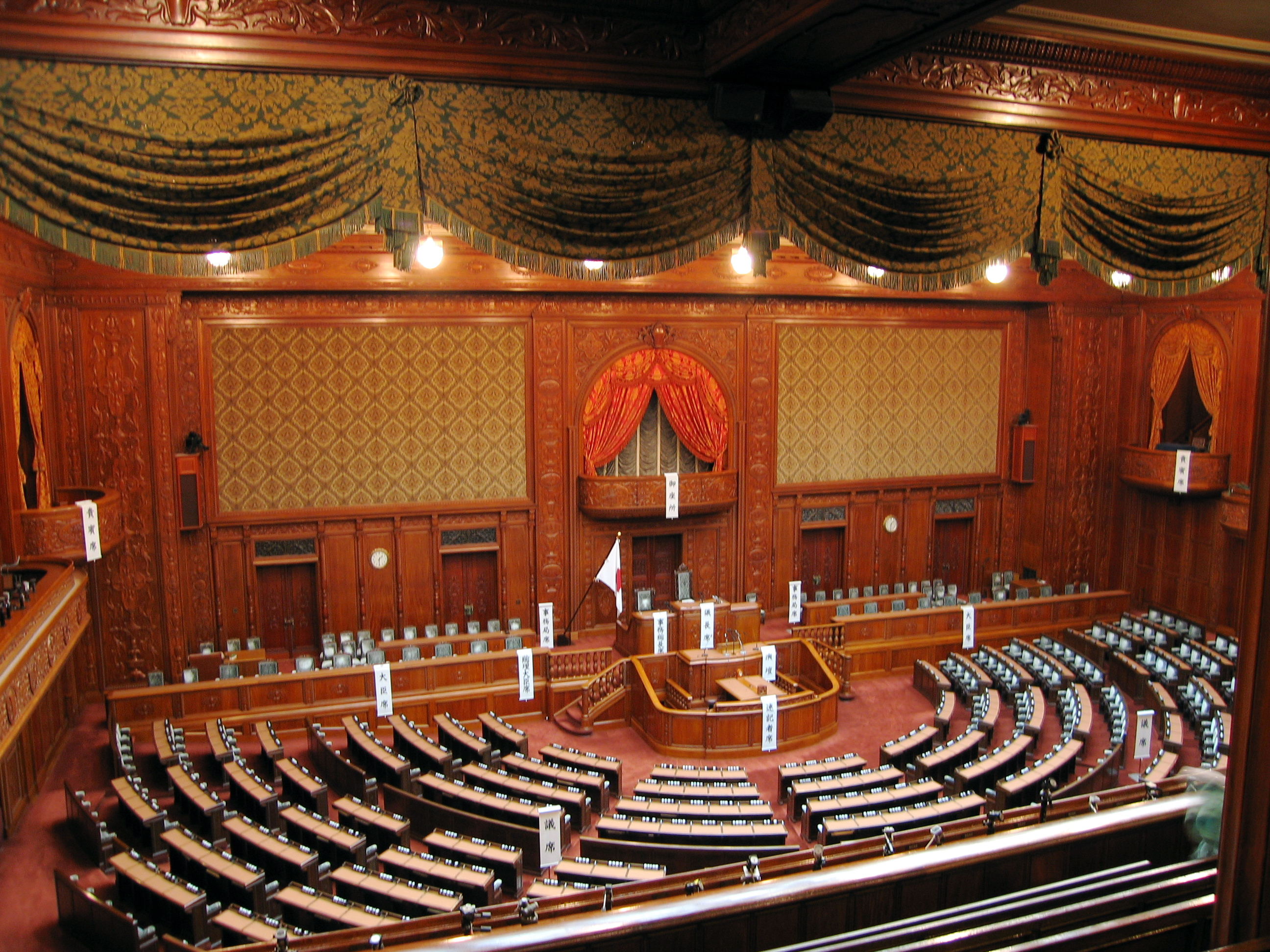
Câmara dos Representantes do Japão.

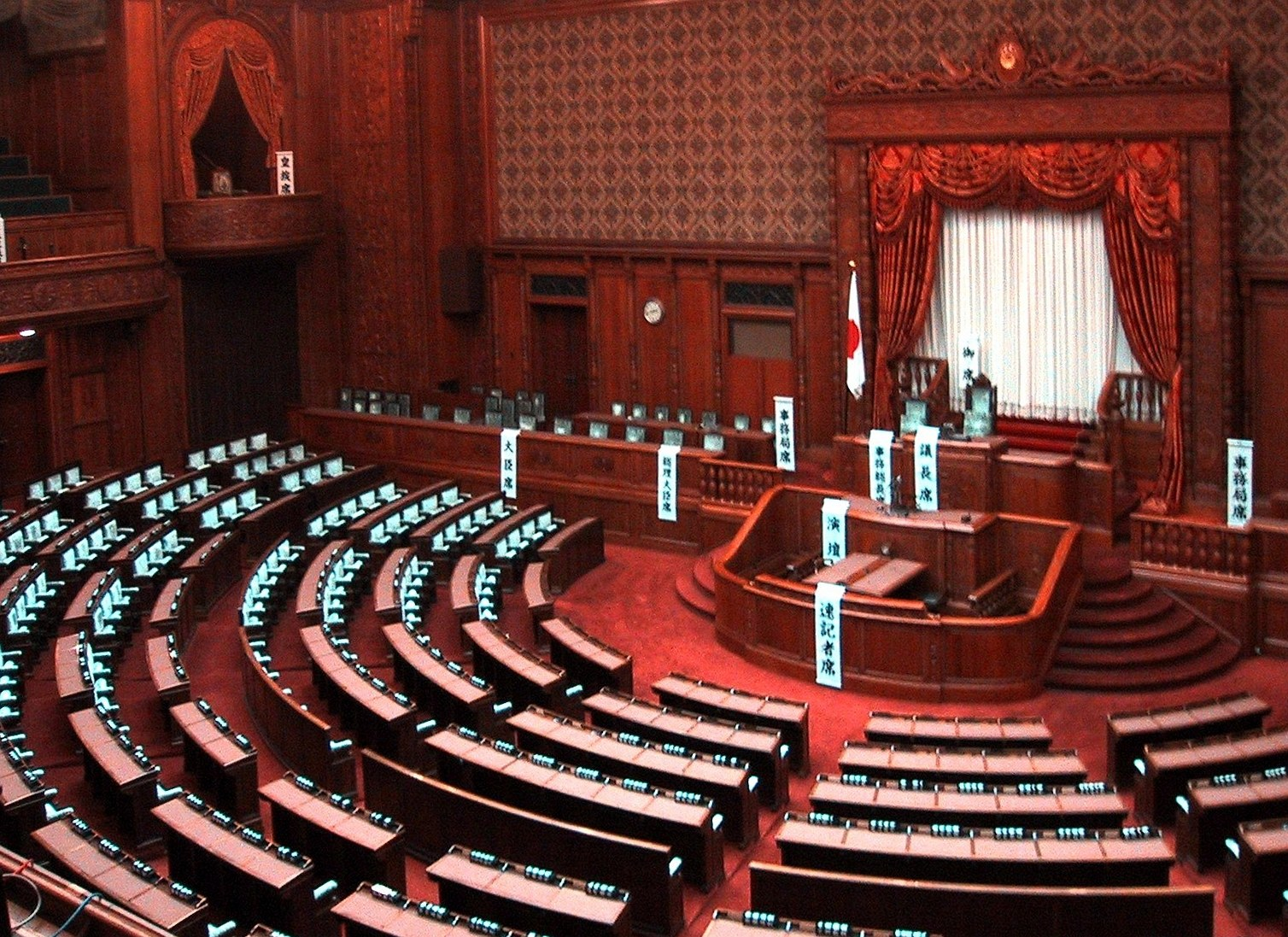
Câmara dos Conselheiros do Japão.

O parlamento japonês (Dieta) é bicameral: a Câmara dos Representantes, com 511 membros, sendo 200 eleitos pelo povo, seus membros são eleitos quadrienalmente por sufrágio universal, e a Câmara dos Conselheiros, com 252 membros, todos eleitos pelo povo, seus membros são eleitos cada seis anos por sufrágio universal, sendo a metade renovada cada três anos.
O órgão legislativo do Japão é a Dieta Nacional, um parlamento bicameral. A Dieta é formado pela Câmara dos Representantes, com 480 representantes eleitos por voto popular a cada quatro anos ou quando dissolvida, e pela Câmara dos Conselheiros de 242 membros com mandatos de seis anos. Todos os cidadãos com mais de 20 anos têm direito ao voto e a concorrer nas eleições nacionais e locais realizadas com voto secreto.
O Japão tem um sistema político democrático e pluripartidário com seis grandes partidos políticos. O liberal conservador Partido Liberal Democrata (PLD) está no poder desde 1955, a não ser por um curto período de coalizão da oposição em 1993. O maior partido de oposição é o liberal social Partido Democrático do Japão.
Historicamente influenciado pelo sistema chinês, o sistema legal do Japão desenvolveu-se independentemente durante o período Edo. Entretanto, desde o final do século XIX, o sistema legal japonês tem se baseado em grande parte nos direitos civis da Europa, principalmente da França e Alemanha. Em 1896, por exemplo, o governo japonês estabeleceu um código civil baseado no modelo alemão. Com modificações do pós-Guerra, o código permanece vigente no Japão. A lei estatutária origina-se na Dieta com a aprovação do imperador. A Constituição requer que o imperador promulgue as leis aprovadas pela Dieta, sem, no entanto, conferir-lhe o poder de opor-se a aprovação de uma lei. O sistema de tribunais do Japão é dividido em quatro esferas básicas: a Suprema Corte e três níveis de cortes inferiores. O corpo principal da lei estatutária japonesa é chamado de Seis Códigos.

### Composição atual da Câmara dos Representantes do Japão
| Partido | Partido                                     | Ideologia              | Espectro        | Mandatos  |
| ------- | ------------------------------------------- | ---------------------- | --------------- | --------- |
|         | Partido Liberal Democrata                   | Conservadorismo        | Direita         | 284 / 313 |
|         | Partido Democrático Constitucional do Japão | Social-Democracia      | Centro-esquerda | 55 / 313  |
|         | Kibō no Tō                                  | Conservadorismo        | Direita         | 50 / 313  |
|         | Novo Komeito                                | Conservadorismo social | Direita         | 29 / 313  |
|         | Independente                                | Pega-tudo              | Centro          | 22 / 313  |
|         | Partido Comunista Japonês                   | Comunismo              | Esquerda        | 12 / 313  |
|         | Nippon Ishin no Kai                         | Nacionalismo japonês   | Direita         | 12 / 313  |
|         | Partido Social Democrata                    | Social-Democracia      | Centro-esquerda | 2 / 313   |

### Composição atual da Câmara dos Conselheiros do Japão
| Partido | Partido                                            | Ideologia                     | Espectro                         | Mandatos  |
| ------- | -------------------------------------------------- | ----------------------------- | -------------------------------- | --------- |
|         | Partido Liberal Democrata                          | Conservadorismo               | Direita                          | 126 / 242 |
|         | Novo Komeito                                       | Conservadorismo social        | Direita                          | 26 / 242  |
|         | Partido Democrático do Povo                        | Conservadorismo liberal       | Centro-direita                   | 24 / 242  |
|         | Partido Democrático Constitucional do Japão        | Social-Democracia             | Centro-esquerda                  | 23 / 242  |
|         | Partido Comunista Japonês                          | Comunismo                     | Esquerda                         | 14 / 242  |
|         | Nippon Ishin no Kai                                | Nacionalismo japonês          | Direita                          | 11 / 242  |
|         | Coligação Partido Social Democrata-Partido Liberal | Social-Democracia-Liberalismo | Centro-esquerda e Centro-direita | 6 / 242   |
|         | Kibō no Tō                                         | Conservadorismo               | Direita                          | 3 / 242   |
|         | Assembleia para Estimular o Japão                  | Democracia-direta             | Centro-direita                   | 3 / 242   |
|         | Turbilhão de Okinawa                               |                               |                                  | 2 / 242   |
|         | Independente                                       | Pega-tudo                     | Centro                           | 11 / 242  |

## Poder Judiciário

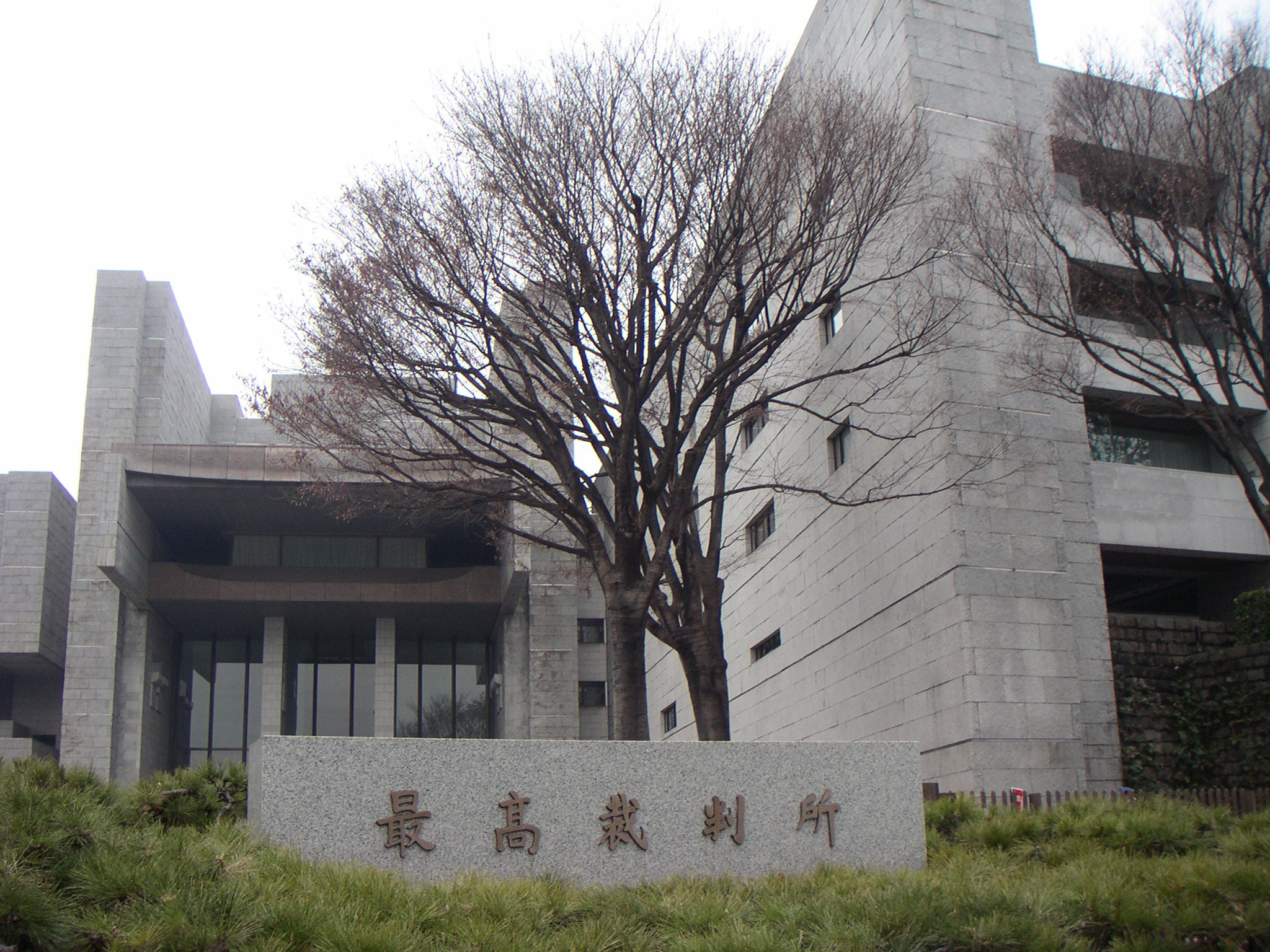
Suprema Corte do Japão.

Consiste num poder independente. Compõe-se de uma rede de tribunais de hierarquia (descendência) gradativa. No ápice da hierarquia judicial está a Suprema Corte (Saikō saibansho 最高 裁判 所), localizada adjacente ao Edifício Nacional da Dieta. O "Grande Banco" (廷 廷 Daihōtei) da Suprema Corte tem juízes associados, que são nomeados pelo Gabinete com o atestado do Imperador. O Chefe de Justiça é nomeado pelo Gabinete e nomeado para o cargo pelo Imperador. O Grande Banco é subdividido em três "Bancos Pequenos" (小 法 廷 Shōhōtei) de cinco juízes cada, que ouvem apelos recebidos e os recomendam para uma audiência diante do Grande Banco. Um apelo a Suprema Corte é chamado jōkoku (上告), e requer um erro na interpretação da Constituição, ou um erro na interpretação da jurisprudência da Supremo Tribunal.

## Importância da conciliação no Japão
Diversos tipos de conciliação são previstos pela lei'. Um primeiro tipo de conciliação (jidan) situa-se, de acordo com a tradição, em um nível pré-judiciário. Ir aos tribunais continua a ser, aos olhos dos japoneses, um comportamento condenável. Antes de se resolverem a isso, procurarão, recorrendo a mediadores de todas as espécies, resolver amigavelmente o conflito que se gerou.

## Defesa
Uma das primeiras medidas adotadas pelas potências aliadas em 1947 foi desmilitarizar o Japão. A constituição de 1947 obrigava o país a um pacifismo permanente. Em 1950, porém, mudanças no cenário político internacional resultaram na criação de uma “reserva policial” nacional. Em 1952, o nome foi mudado para Força de Segurança Nacional, já então com 110.000 homens, incluindo uma incipiente força naval, formada com a ajuda estadunidense. A FSN foi posteriormente ampliada, para incluir uma arma aérea, sendo então rebatizada como Força de Defesa Nacional, em 1954. Na década de 70, as forças japonesas de terra, mar e ar contavam com cerca de 285.000 homens, mas a defesa ainda depende dos EUA, que mantêm bases militares e 58.000 homens no Japão.

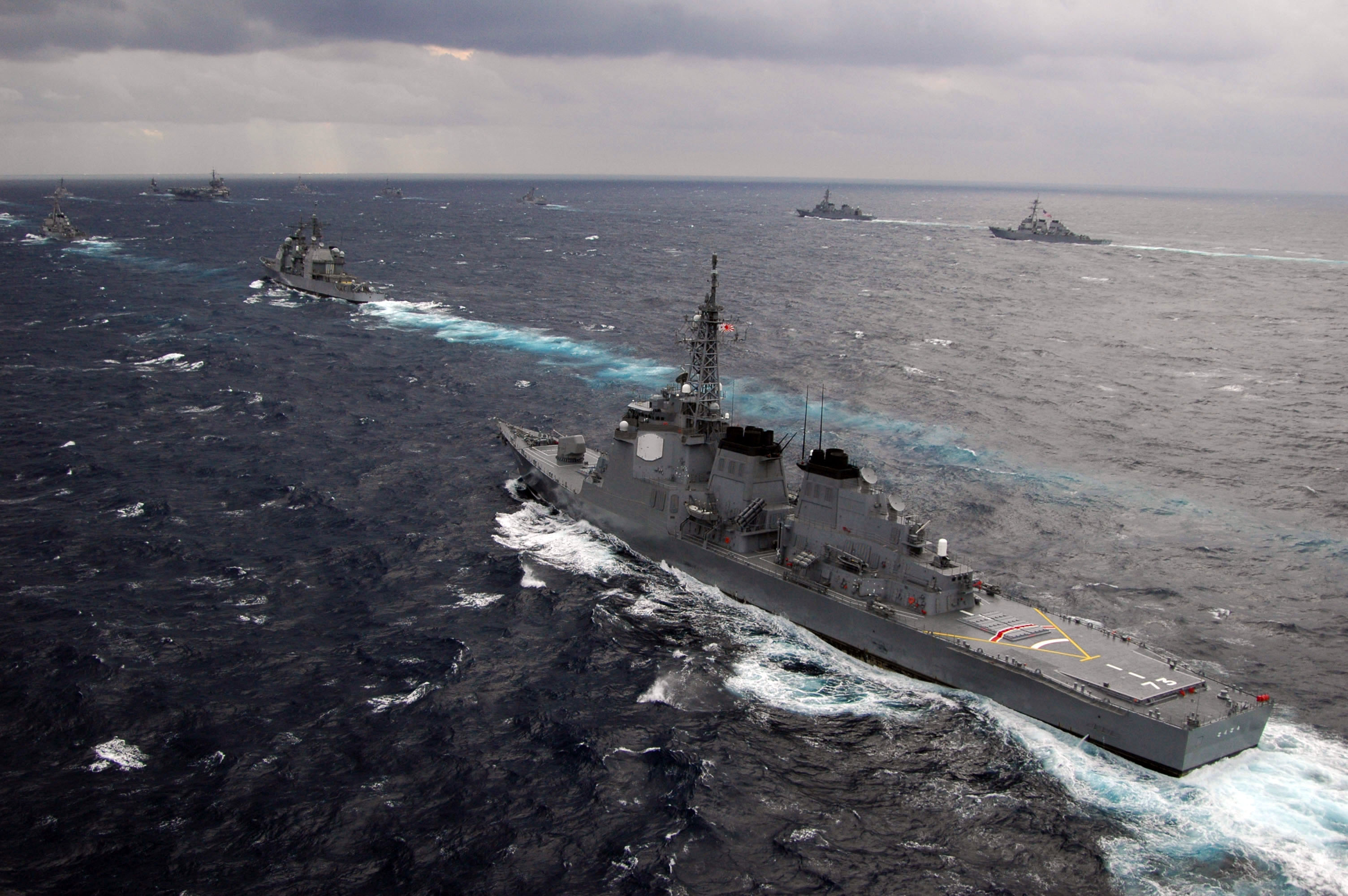
Contratorpedeiro da Classe Kongō da Força Marítima de Autodefesa do Japão.

O maior parceiro militar do Japão são os Estados Unidos, tendo como fundamento de sua política externa a aliança defensiva Japão-Estados Unidos. Como membro das Nações Unidas desde 1956, o Japão serviu como membro temporário do Conselho de Segurança por um total de 18 anos, mais recentemente entre 2005 e 2006. Ele é também membro das nações G4 buscando um assento permanente no Conselho de Segurança. O Japão também contribuiu com contingentes não combatentes para a Invasão do Iraque, mas posteriormente retirou suas tropas deste país.
As despesas militares do Japão são a sexta maior do mundo, com 59.3 bilhões de dólares orçados em 2012, o que representa apenas 1% do PIB nacional por ano. O Japão tem disputas territoriais com Rússia, China, Taiwan e Coreia do Sul. A maior parte dessas disputas envolve a presença de recursos naturais como o petróleo e fatores históricos.
O Japão reivindica a soberania sobre as ilhas Etorofu, Kunashiri e Shikotan, conhecidas no país como "Territórios do Norte" e na Rússia como "Ilhas Curilas do Sul" ocupadas pela União Soviética em 1945 e administradas atualmente pela Rússia. Disputa os Rochedos de Liancourt (chamados Takeshima ou Dokdo) com a Coreia do Sul — ocupadas por esta desde 1954 — e as ilhas inabitadas de Senkaku-shoto (Diaoyu Tai) com China e Taiwan.

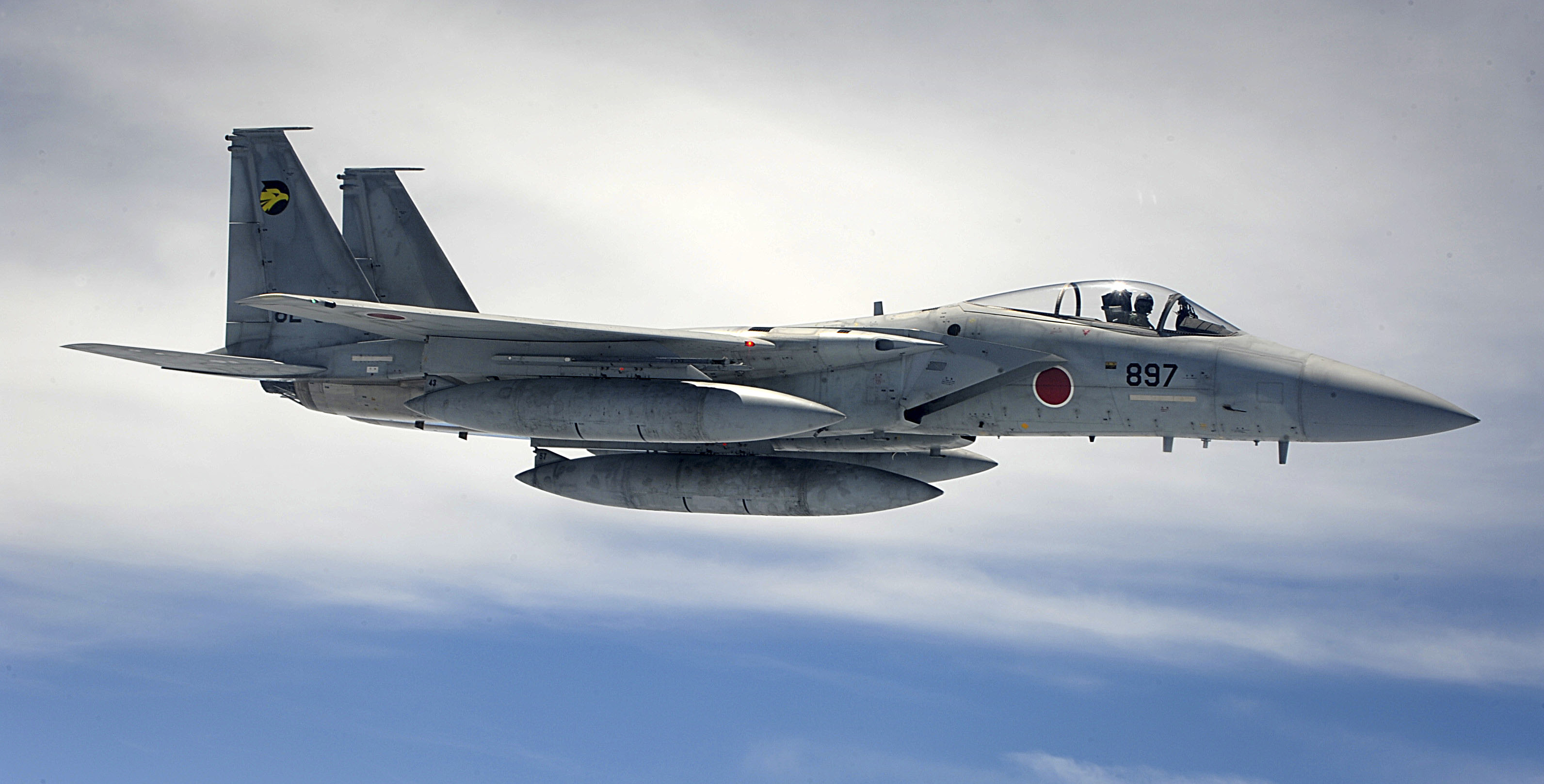
Mitsubishi F-15 Eagle da Força Aérea de Autodefesa do Japão.

O Japão também enfrenta graves problemas com a Coreia do Norte acerca de seu programa de armamento nuclear, sequestro de cidadãos japoneses e de testes de mísseis. O fortalecimento militar da China é também um motivo de preocupação. Contudo, as Forças de Auto-Defesa do Japão se concentra em tecnologia de ponta, robótica e armas modernas.
A militarização do Japão era restringida pelo Artigo 9 de sua Constituição pós-guerra até julho de 2014, o qual renuncia ao direito de declarar guerra ou ao uso de força militar como meios para a resolução de disputas internacionais, ainda que o governo esteja tentando fazer uma emenda à Constituição através de um referendo.
As forças armadas do Japão são controladas pelo Ministério da Defesa e consistem basicamente das Forças de Autodefesa Terrestre, Marítima e Aérea. As forças armadas foram usadas recentemente em missões de paz e o envio de tropas não- combatentes para o Iraque marcou o primeiro uso delas desde a Segunda Guerra Mundial.